# Société des Acadiens c. Association of Parents
Société des Acadiens c. Association of Parents est une décision historique de la Cour suprême du Canada sur les droits linguistiques de la minorité en vertu de l'article 19 (2) de la Charte canadienne des droits et libertés. La majorité de la Cour a statué que dans les affaires civiles devant les tribunaux du Nouveau-Brunswick, les parties ont le droit d'utiliser le français ou l'anglais dans toutes les observations et plaidoiries.
Cependant, elles n'ont pas le droit de faire entendre l'affaire par un juge qui les comprend dans la langue qu'ils choisissent de parler. Il suffit qu'il y ait une traduction simultanée. En plus de la décision majoritaire, deux autres juges de la Cour ont statué que les parties avaient le droit d'être entendues et comprises par le juge dans la langue de leur choix, mais d'après les faits de la cause, cette norme était respectée.

## Décision
Le juge Beetz, au nom de la majorité, a conclu que les droits linguistiques de l'article 19 (2) étaient différents de la plupart des autres droits de la Charte, car ils résultaient d'un compromis politique et doivent donc être interprétés de manière restrictive. Le droit d'être jugé au tribunal en français n'implique même pas le droit à un interprète. Le seul droit d'être compris serait garanti par la justice fondamentale et les articles 7 et 14 de la Charte plutôt que par les droits linguistiques.

## Conséquences
La décision a inspiré des critiques. Les professeurs Leslie Green et Denise Réaume la qualifient de « troublante », soulignant que la division de la Charte entre les droits à lire de manière conservatrice et libérale n'était pas spécifique et que d'autres droits en plus des droits linguistiques risquaient d'être interprétés de manière conservatrice. De plus, ils ont remis en question le sens des lectures conservatrices et ont déclaré que même avec des lectures supposées généreuses de la Charte, on s'attend à ce que les tribunaux ne légifèrent pas.
Green a également fait valoir qu'en ce qui concerne la diminution des droits en raison du compromis et de la politique: 

« La plupart des droits démocratiques fondamentaux, de la Magna Carta à la Déclaration des droits de l'homme, de la Grande loi de réforme au Pacte international, avaient un passé miteux. Ils ont été concédés à contrecœur et seulement après de longues batailles politiques et des compromis dans lesquels l'idéologie avait plus de pouvoir que la théorie politique. Le cynisme et le scepticisme à l'égard de la Charte canadienne sont souvent associés à une plus grande attention à la généalogie qu'aux principes. Si la Magna Carta avait été conclue sous un système de gouvernement représentatif, l'éblouissement des lumières et le vrombissement des magnétoscopes, nous la considérerions sans doute aussi comme un simple compromis politique. »

## Renversement partiel de l'arrêt au pénal
Cette décision a finalement été reconsidérée dans R c. Beaulac, où la Cour a rejeté l'interprétation de Beetz en faveur de la décision minoritaire des juges Dickson et Wilson dans cette affaire. Dans Beaulac, la Cour a aussi cessé de donner une interprétation restrictive aux droits linguistiques pour des motifs liés à leur origine politique au Canada.
Toutefois, ce renversement ne concerne que le droit pénal statutaire en vertu de l'article 530 du Code criminel. Il ne concerne pas la common law canadienne, où les tribunaux distinguent toujours entre le droit procédural d'être entendu et les droits linguistiques. Il existe toutefois des groupes francophones en milieu minoritaire qui continuent de militer et de plaider pour un renversement complet de l'arrêt en common law. La Cour suprême est en réalité très loin de favoriser le bilinguisme systématique des tribunaux de common law, car dans l'arrêt Conseil scolaire francophone de la Colombie‑Britannique c. Colombie‑Britannique de 2013, elle conclut que la Colombie-Britannique peut interdire la langue française devant les tribunaux civils de la province sans que cela ne pose de problèmes constitutionnels.
L'arrêt Société des Acadiens n'a jamais été directement applicable à la minorité anglophone du Québec parce que celle-ci est protégée par le bilinguisme judiciaire institutionnel de l'article 133 de la Loi constitutionnelle de 1867. L'article 133 LC 1867 n'est pas applicable aux provinces de common law.